# Christiane Bongartz
Christiane Bongartz ist Sprachwissenschaftlerin. Sie hat die Professur für angewandte Linguistik: English Studies and Multilingualism an der Universität zu Köln inne.

## Leben
Christiane Bongartz promovierte 1998 in englischer Sprache und Linguistik an der University of Wisconsin - Madison. Ihre Promotionsschrift gewann 1999 den Emma Marie Birkmaier Preis für eine herausragende Dissertation im Bereich der Fremdsprachenlehre und erschien 2002 mit dem Titel "Noun combination in interlanguage – typology effects in complex determiner phrases" im Max Niemeyer Verlag.  Von 1999 bis 2004 war sie als Assistant Professor an der University of North Carolina in Charlotte tätig. Seit 2004 hat sie die Professur für angewandte Linguistik an der Universität zu Köln inne. Dort war sie von 2007 bis 2011 Dekanin der Philosophischen Fakultät. Von 2011 bis 2017 war sie Direktorin des Language Laboratory an der Philosophischen Fakultät und fast zeitgleich, von 2012 bis 2015, Direktorin des Cologne Center of Language Sciences (CCLS), sowie von 2015 bis 2017 Senatsmitglied der Universität.

## Forschungsschwerpunkte
Die Schwerpunkte von Christiane Bongartz sind: Bilingualismus, Morphologie, Multilingualismus, Syntax, Zweitspracherwerb.

## Publikationen (Auswahl)
- mit J. Torregrossa. (Hrsg.). What’s in a narrative: Variation in story-telling at the interface between language and literacy. Peter Lang, Frankfurt am Main, 2021.
- mit A. Rohde (Hrsg.). Inklusion im Englischunterricht. Peter Lang, Frankfurt am Main, 2015.
- mit U. Ohm (Hrsg.). Soziokulturelle und psycholinguistische Untersuchungen zum Zweitspracherwerb – Ansätze zur Verbindung zweier Forschungsparadigmen. Peter Lang, Frankfurt am Main, 2013.
- Noun combination in interlanguage – typology effects in complex determiner phrases. Max Niemeyer, Tübingen, 2002.